# Maria Candida Henrique Mamede
Maria Candida "Candinha" Henrique Mamede (13 de julio de 1956 (69 años) es una botánica, taxónoma, curadora, y profesora brasileña.

## Biografía
En 1978, obtuvo el diploma de ciencias biológicas por la Universidad de São Paulo. En 1981, guiada por la Dra. Ana Maria Giulietti completó su maestría en botánica, por la misma casa de altos estudios. Posteriormente, en 1988, obtuvo el Ph.D. en ciencias naturales (énfasis en botánica) por la misma casa de estudios.
Desarrolla actividades académicas y científicas, como investigadora científica VI en el Instituto de Botánica, directora de su Herbario Maria Eneydna Pacheco Kauffman Fidalgo, y socia efectiva de la Sociedad Botánica de Brasil.
Es autora en la identificación y nombramiento de nuevas especies para la ciencia, a abril de 2015, de 16 nuevos registros de especies, especialmente de las familias Malpighiaceae, y Begoniaceae, y en especial del género Begonia (véase más abajo el vínculo a IPNI).

## Algunas publicaciones
- r. Sebastiani, maria c. h. Mamede. 2014. Two new species of Janusia (Malpighiaceae) from Brazil. Hoehnea (São Paulo) 41: 121-127

- -----------------, ------------------------. 2010. Estudos Taxonômicos em Heteropterys subsect. Stenophyllarion (Malpighiaceae) no Brasil. Hoehnea (São Paulo) 37: 337-366

- cristina Bestetti, maria c. h. Mamede. 2006. Lipostoma Is a Synonym of Coccocypselum (Rubiaceae). Brittonia 58 (2): 170-177 resumen en línea

- eliane de lima Jacques, maria c. h. Mamede. 2004. Novelties in Begonia (Begoniaceae) from the coastal forests of Brazil Archivado el 7 de junio de 2016 en Wayback Machine.. Brittonia 56 (1): 75–81

- maria c. h. Mamede. 2004. Flora de Grão Mogol, Minas Gerais: Malpighiaceae. Boletim de Botânica (USP), São Paulo, 22 (2): 291-302

- ------------------------, i. Cordeiro, l. Rossi. 2001. Flora Vascular da Serra da Juréia, Município de Iguape, São Paulo, Brasil. Boletim do Instituto de Botânica (São Paulo) 15: 63-124

- ------------------------. 1996. Catálogo dos Tipos de Fanerógamas do Herbário do Estado (SP) Boletim do Instituto de Botânica (São Paulo) 10: 233-325

- ------------------------. 1993. Anatomia dos órgaos vegetativos de Camarea (Malpighiaceae). Acta Botanica Brasilica 7 (1): 3-19

- ------------------------. 1993. Estudo comparativo de flores casmógamas, cleistógamas e de frutos de Camarea affinis St.-Hil. (Malpighiaceae). Acta Botanica Brasilica 7 (1): 21-31

- ------------------------, s.j. Mayo. 1992. A cladistic analysis of the genus Camarea (Malpighiaceae) Kew Bulletin 47 (3): 491-501

- ------------------------. 1990. Revisão do gênero Camarea Saint-Hilaire (Malpighiaceae). Hoehnea (São Paulo) 17 (1): 1-34

- ------------------------. 1990. Observações sobre a ocorrência de prováveis híbridos entre Camarea affinis St.-Hil. e Camarea hirsuta St.-Hil. (Malpighiaceae) Hoehnea (São Paulo) 17 (1): 35-46

- ------------------------. 1990. Camarea elongata (Malpighiaceae). Uma nova espécie de Morro do Chapéu, Bahia, Brasil. Boletim de Botânica (USP), São Paulo 12: 1-6

### Libros
- rafael f. de Almeida, naria c.h. Mamede, geovane s. Siqueira. 2013. Guías de Campo: Espírito Santo -- Malpighiaceae. The Field Museum

- Sandra j. Gomes da Silva, maria c.h. Mamede. 2013. Begoniaceae da Mata Atlântica na Serra do Mar do Estado de São Paulo, Brasil. Boletim 15 do Instituto de Botánica, 194 pp.

- elke Hochgesand, gerhard k. Gottsberger, olga Yano, maria candida Henrique Mamede. 1996. Myxomycetes from State of São Paulo, Brazil. N.º 10 de Boletim do Instituto de Botânica. 325 pp.

- maria c.h. Mamede. 1996. Catálogo dos tipos de fanerógamas do Herbário do Estado "Maria Eneyda P.K. Fidalgo". Instituto de Botânica, São Paulo, 325 pp.

#### Coeditora
- maria c. h. Mamede, v.c. Souza, j. Prado, f. Barros, m.g.l. Wanderley, j.g. Rando (orgs.) 2007. Livro Vermelho das Espécies Vegetais Ameaçadas do Estado de São Paulo. São Paulo: Instituto de Botânica, Imprensa Oficial. 165 pp. ISBN 8575230190, ISBN 9788575230190

#### Capítulos
- m.c. h. Mamede, a.m. Amorim, renata Sebastiani. 2010. Malpighiaceae. En: Rafaela Campostrini Forzza et al. (org.) Catálogo de Plantas e Fungos do Brasil. Río de Janeiro: Instituto de Pesquisas Jardim Botânico do Rio de Janeiro, 2 vv. pp. 1183-1201 vv. 1 en línea (enlace roto disponible en Internet Archive; véase el historial, la primera versión y la última).

## Honores[9]
- 2007 - actual: miembro del International Association for Plant Taxonomy

### Miembro de cuerpo editorial[14]
- 2007 - 2009, Periódico: Revista Brasileira de Botânica

### Revisora de periódicos[9]
- 1991 - actual, periódico: Acta Botanica Brasilica
- 1997 - 1997, periódico: Revista Brasileira de Biologia
- 1999 - actual, periódico: Novon (Saint Louis)
- 1999 - actual, periódico: Iheringia. Série Botânica
- 1994 - actual, periódico: Boletim de Botânica (USP)
- 2000 - actual, periódico: Systematic Botany Monographs
- 2002 - actual, periódico: Revista Brasileira de Botânica
- 2004 - actual, periódico: Rodriguesia
- 2005 - actual, periódico: Sitientibus. Série Ciências Biológicas
- 2005 - actual, periódico: Hoehnea (São Paulo)
- 2000 - actual, periódico: Brittonia (Bronx)
- 2007 - actual, periódico: Megadiversidade (Belo Horizonte)
- 2004 - actual, periódico: Biota Neotropica

- La abreviatura «Mamede» se emplea para indicar a Maria Candida Henrique Mamede como autoridad en la descripción y clasificación científica de los vegetales.[15]

- Portal:Biografías. Contenido relacionado con Botánica.
- Portal:Biología. Contenido relacionado con Taxonomía.